# NGC 282
NGC 282 es una galaxia elíptica de la constelación de Piscis (constelación). 
Fue descubierta el 13 de octubre de 1879 por el astrónomo Édouard Jean-Marie Stephan.